# Donga Mantung
Departament Donga Mantung – departament w Regionie Północno-Zachodnim w Kamerunie ze stolicą w Nkambé. Na powierzchni 4 279 km² żyje około 337,5 tys. mieszkańców.